# István Mészáros (philosophe)
Pour les articles homonymes, voir Mészáros et István Mészáros.
Dans le nom hongrois Mészáros István, le nom de famille précède le prénom, mais cet article utilise l’ordre habituel en français István Mészáros, où le prénom précède le nom.
István Mészáros, né le 19 décembre 1930 à Budapest et mort le 1er octobre 2017 à Londres, est un philosophe marxiste hongrois.

## Biographie
Issu d'une famille modeste, István Mészáros est élevé par sa mère, ouvrière, et fut forcé de travailler dès l'adolescence.
Ce n'est qu'après la Seconde Guerre mondiale qu'il put se consacrer à des études. En 1951, il devient assistant de Georg Lukács et soutient sa thèse en 1954. Avec Ágnes Heller, György Márkus, Mihály Vajda, Ferenc Fehér, etc., il appartient à ce qui deviendra l'école de Budapest. En 1956, à la suite de l'insurrection de Budapest, il quitte la Hongrie pour l'Italie. Il enseigne à l'université de Turin et écrit un ouvrage en italien sur Attila Jozsef.
Il s'installe ensuite en Angleterre et enseigne pendant une quinzaine d'années à Brighton à l'université du Sussex, puis durant quatre ans à l'université d'York. En 1991, il reçoit le titre de professeur émérite de l'université du Sussex.
À partir de 1995, il est membre de l'Académie hongroise des sciences.

## Œuvres
- Satire and Reality, (1955).
- La rivolta degli intellettuali in Ungheria, (1958)
- Attila Jozsef e l'arte moderna, (1964)
- Marx's Theory of Alienation (1970)
- Aspects of History and Class Consciousness (1971)
- The Necessity Of Social Control (1971)
- Lukacs' Concept of Dialectic (1972)
- Neo-colonial Identity and Counter-consciousness : Essays in Cultural Decolonisation (1978) avec Renato Constantino
- The Work of Sartre : Search for Freedom (1979)
- Philosophy, Ideology and Social Science : Essays in Negation and Affirmation (1986)
- The Power of Ideology (1989)
- Beyond Capital : Toward a Theory of Transition (1995)
- L'alternativa alla società del capitale: Socialismo o barbarie, (2000)
- Socialism or Barbarism : From the "American Century" to the Crossroads (2001)
- A educaçao para além do capital, (2005)
- O desafio e o fardo do tempo histórico, (2007)
- The Challenge and Burden of Historical Time : Socialism in the Twenty-First Century (2008)
- Historical Actuality Of The Socialist Offensive (2009)
- The Structural Crisis of Capital (2009)
- Social Structure and Forms of Consciousness, Volume I : The Social Determination of Method (2010)
- Social Structure and Forms of Consciousness, Volume II : The Dialectic of Structure and History (2011)
- The Work of Sartre : Search for Freedom and the Challenge of History (2012)

## Récompenses
- Prix Attila József (1951)
- Prix Kossuth (1956)
- Prix Isaac Deutscher (1970)
- Prix Lukacs (2006)
- Libertador Award (2009, prix de l'État du Venezuela)